# Castello di Moncalieri
A Castello di Moncalieri egy kastély a Piemont tartományban, Torino közelében található Moncalieri településen, Olaszország északi részén. A Savoyai királyi család egyik rezidenciája, amely 1997 óta szerepel az UNESCO világörökségeinek listáján.

## Története
Az első itt álló erődítményt I. Savoyai Tamás gróf (1177–1233) építtette egy dombon, Torino déli bejáratának ellenőrzése céljából. A 15. század közepén Valois Jolanda francia királyi hercegnő (1434–1478), IX. Amadé savoyai herceg felesége alakította szemet gyönyörködtető rezidenciává. Carlo di Castellamonte építész és helyi kollégái alakították át és bővítették az építményt kívül-belül. 
A kastély a Savoyai-család kedvelt fejedelmi rezidenciája volt. 1732-ben itt hunyt el az első szárd–piemonti király, II. Viktor Amadé, majd 1796-ban, a franciáktól elszenvedett harctéri vereség után unokája, III. Viktor Amadé király is. 
Következő, 1798-as hadjáratuk során a franciák először Moncalierit foglalták el, majd a fővárost, Torinót is. 1800-ban egész Piemont francia uralom alá jutott. A Moncalieri kastélyt a napóleoni haderő állomáshelyül használta egészen 1814-ig. Napóleon lemondása után I. Viktor Emánuel királynak szolgáltatták vissza. 1821-es lemondása után I. Viktor Emánuel is Moncalieribe vonult vissza, és itt hunyt el 1824-ben. 
1831 után Viktor Emánuel távoli unokaöccsének, a carignanói hercegi házból való Károly Albert királynak jutott. Ettől kezdve a királyi család ifjú hercegei mind itt tanultak. Károly Albert fia, II. Viktor Emánuel jobban kedvelte ezt a kastélyt, mint torinói palotáját, ezért számos lakosztályt rendeztetett be ízlése szerint. 1849-ben itt történt a híres Moncalieri proklamáció Massimo D’Azeglio érdekében, majd az anyakirálynők és királyi hercegnők rezidenciája lett a palota. 
1921 óta itt található a carabinierik első hadosztályának parancsnoksága, a történelmi szobák azonban szabadon látogathatók.

## Tűzvész
2008 április 5-én tűz ütött ki a kastélyban.

## Látvány
A kastély jelenlegi alaprajza egy dél felé néző patkót formáz, melynek minden sarkán egy-egy masszív négyszögletes torony emelkedik. Az oldalsó részeken öt-öt emelet található, vastag téglafalakkal és robusztus támfalakkal. Két kisebb épület áll az oldalfalakkal párhuzamosan, így két udvart alkotnak az épülethez. A deli homlokzaton egy giardino all’italiana látható két kisebb hengeres toronnyal, amelyek a 15. századi kastély utolsó maradványai. Az északi bejárat egy figyelemreméltó kilátótoronnyal büszkélkedik.

## Fordítás
- Ez a szócikk részben vagy egészben  a   Castle of Moncalieri című angol Wikipédia-szócikk ezen változatának fordításán alapul.  Az eredeti cikk szerkesztőit annak laptörténete sorolja fel. Ez a jelzés csupán a megfogalmazás eredetét és a szerzői jogokat jelzi, nem szolgál a cikkben szereplő információk forrásmegjelöléseként.